# Daydream (Aimerのアルバム)
『daydream』（デイドリーム）は、Aimerの4枚目のオリジナルアルバム。2016年9月21日にSME Recordsから発売された。

## 概要
前作『DAWN』から約1年2か月ぶりのオリジナルアルバムでもあり、SME Recordsレーベル移籍後初のアルバム。「Falling Alone」が、iTunes他にて8月19日より先行配信された。
本作は邦楽界で活躍する様々なアーティストが曲提供やプロデュースを行い、「Aimerの世界観を壊す」というコンセプトのもと制作された。参加したアーティストはONE OK ROCKのTaka、凛として時雨のTK、RADWIMPSの野田洋次郎、andropの内澤崇仁、スキマスイッチなど。また、澤野弘之とEGOISTのchellyとのコラボ曲「ninelie」、『誰か、海を。 EP』収録曲で阿部真央とのコラボ曲「for ロンリー」も収録された。
第9回CDショップ大賞の準大賞を受賞した。
「Higher Ground」「closer」はストリーミング配信がこれまで行われていなかったが、2022年2月7日の全曲解禁に合わせて配信が開始された。

## 収録曲

### CD
1. insane dream (4:13)
作詞：Taka・aimerrhythm・Jamil Kazmi　作曲：Taka　編曲：Colin Brittain
2. ninelie with chelly（EGOIST）(4:19)
作詞・作曲・編曲：澤野弘之
3. twoface (3:05)
作詞・作曲：内澤崇仁　編曲：玉井健二・飛内将大
4. Higher Ground (5:14)
作詞：Jamil Kazmi・aimerrhythm　作曲：Taka　編曲：玉井健二・百田留衣
5. for ロンリー with 阿部真央 (4:51)
作詞・作曲：阿部真央　編曲：玉井健二・大西省吾
6. 蝶々結び (5:04)
作詞・作曲・編曲：野田洋次郎　ギター＆コーラス：ハナレグミ
7. カタオモイ (3:27)
作詞・作曲：内澤崇仁　編曲：内澤崇仁・玉井健二・飛内将大
8. Hz（ヘルツ） (4:49)
作詞・作曲・編曲：スキマスイッチ
9. 声色 (4:56)
作詞・作曲・編曲：TK
10. closer (3:32)
作詞：Taka・Jamil Kazmi　作曲：Taka　編曲：Colin Brittain
11. Falling Alone (4:13)
作詞：Taka・Jamil Kazmi　作曲：Taka　編曲：Colin Brittain
12. us (4:33)
作詞・作曲・編曲：TK
13. Stars in the rain (5:02)
作詞：aimerrhythm・Jamil Kazmi　作曲：Taka　編曲：玉井健二・大西省吾

### 初回限定盤 BD SECL-1984 / DVD SECL-1986
MUSIC VIDEO
1. insane dream (4:31)
2. us (4:35)
3. ninelie (4:27)
4. Falling Alone (4:14)
5. 蝶々結び (6:04)

ライブ映像：Aimer Live Tour“DAWN”※BD SECL-1984 のみ収録
1. MOON RIVER
2. Believe Be:leave
3. Noir! Noir!
4. あなたに出会わなければ～夏雪冬花～
5. 君を待つ
6. Re:pray
7. Re:far
8. Heartache ※ONE OK ROCKカバー
9. 誰か、海を。
10. AM02:00 - AM04:00
11. After Rain
12. 星の消えた夜に
13. LAST STARDUST
14. Brave Shine
15. DAWN

- BONUS TRACK：「甲鉄城のカバネリ」SPECIAL ENDING MOVIE

## 参加ミュージシャン
- Aimer - ボーカル

insane dream
- コリン・ブリテン（英語版） - プログラミングと楽器演奏
- Taka (ONE OK ROCK) - コーラス

ninelie
- chelly from EGOIST - ボーカル
- 澤野弘之 - ピアノ、キーボード、その他
- 山内"Masshoi"優 - ドラム
- 田辺トシノ - ベース
- 伊藤ハルトシ - ギター、チェロ

twoface
- 内澤崇仁 (Androp) - ギター、プログラミング、楽器演奏、コーラス
- 吉田一郎 (ZAZEN BOYS) - ベース
- 飛内将大 - プログラミング、楽器演奏

Higher Ground
- 百田留衣 - ギター、プログラミング、楽器演奏

for ロンリー
- 阿部真央 - ボーカル
- 大西省吾 - プログラミングと楽器演奏

蝶々結び
- 野田洋次郎 (RADWIMPS) - ピアノ、コーラス
- 永積崇 (ハナレグミ) - ギター、コーラス
- 真船勝博 - ベース
- あらきゆうこ - ドラムス

カタオモイ
- 内澤崇仁 (Androp) - ギター、コーラス、プログラミング、楽器演奏
- 飛内将大 - プログラミング、楽器演奏

Hz
- Aimer - 手拍子
- 大橋卓弥 (スキマスイッチ) - ギター、コーラス、手拍子
- 常田真太郎 (スキマスイッチ) - ピアノ、コーラス、手拍子、楽器演奏
- 西川進 - ギター
- 種子田健 - ベース
- 玉田豊夢 - ドラム

声色
- 平井真美子 - ピアノ
- 玉田豊夢 - ドラム
- 山口寛雄 - ベース
- 雨宮麻美子 Strings - ストリングス

closer
- コリン・ブリテン (Colin Brittain) - プログラミングと楽器演奏

Falling Alone
- コリン・ブリテン (Colin Brittain) - プログラミングと楽器演奏

us
- TK (凛として時雨) - ギター、プログラミング、コーラス
- 堀川“Bobo”裕之 - ドラム
- 山口寛雄 - ベース
- 佐藤帆乃佳, 菊地幹代、堀沢真己 - ストリングス

Stars in the rain
- 大西省吾 - ギター、プログラミングと楽器演奏

Aimer Live Tour “DAWN” 2015/11/3 at 昭和女子大学 人見記念講堂
- 野間康介 - キーボード
- 佐々木貴之 - ギター
- 藤岡幹大 - ギター
- 柳野祐孝 - ベース
- 張替智広 - ドラム

## 制作クレジット
- アート・ディレクション＆デザイン - 松田剛
- フォトグラファー - 加藤アラタ
- スタイリスト - 赤石侑香
- ヘアメイクアーティスト - Minaho Takahashi

insane dream
- プロデューサー - Taka(ONE OK ROCK), Aimer
- レコーディング・エンジニア - コリン・ブリテン
Recorded & Mixed at The Beach
- ディレクター・オーガナイザー - Jamil Kazmi
- マスタリング・エンジニア - 茅根裕司
Mastered at Sony Music Studios Tokyo

ninelie
- プロデューサー - 澤野弘之
- ディレクター - 堀口泰史
- レコーディング&ミキシング・エンジニア、プロツールス・オペレーター - 相澤光紀
- アシスタント・エンジニア - 成田啓介、宮本耕三
Recorded & Mixed at HeartBeat RECORDING STUDIO, Studio Sound Valley
- マスタリング・エンジニア - 茅根裕司

twoface
- プロデューサー - 内澤崇仁、玉井健二
- ディレクター、オーガナイザー - 森岡英貴
- レコーディング・エンジニア - 森真樹、永井良和 
Recorded at BURNISH STONE RECORDING STUDIO, Studio Device
- ミキシング・エンジニア - 熊坂敏
Mixed at prime sound studio form
- マスタリング・エンジニア - 茅根裕司

Higher Ground
- プロデューサー - 玉井健二
- ディレクター、オーガナイザー - 森岡英貴、ジャミール・アッバス・カズミ
- レコーディング・エンジニア - 森真樹
Recorded at Studio Device
- ミキシング・エンジニア - 熊坂敏
Mixed at prime sound studio form
- マスタリング・エンジニア - 茅根裕司

for ロンリー
- プロデューサー - 玉井健二

- 阿部真央

- ディレクター - 福島健太郎 (GRAND SLAM MUSIC)
- レコーディング・エンジニア - 小寺秀樹

Recorded at BURNISH STONE RECORDING STUDIOS
- Aimer

- ディレクター - 森岡英貴
- レコーディング・エンジニア - 森真樹

Recorded & Mixed at Studio Device
- マスタリング・エンジニア - 茅根裕司

蝶々結び
- プロデューサー - 野田洋次郎
- レコーディング&ミキシング・エンジニア - 菅井正剛
- アシスタント・エンジニア - 澤本哲朗
- 追加レコーディング - Fumiaki Unehara
Recorded & Mixed at Aobadai Studio
- マスタリング・エンジニア - ディック・ビーサム (Dick Beetham) (360 Mastering)

カタオモイ
- プロデューサー - 内澤崇仁 (Androp)、玉井健二
- レコーディング・エンジニア - 森真樹、永井良和
Recorded at Studio Device
- ミキシング・エンジニア - 熊坂敏
Mixed at prime sound studio form
- ディレクター、オーガナイザー = 森岡英貴
- マスタリング・エンジニア - 茅根裕司

Hz
- プロデューサー - スキマスイッチ
- レコーディング&ミキシング・エンジニア - 平沼浩司
Recorded at Studio Greenbird, ONKIO HAUS
Mixed at ONKIO HAUS
- マスタリング・エンジニア - 茅根裕司

声色
- プロデューサー - TK(凛として時雨)
- レコーディング&ミキシング・エンジニア - 平沼浩司
Recorded & Mixed at HeartBeat RECORDING STUDIO, Studio 4
- マスタリング・エンジニア - TK

closer
- プロデューサー - Taka(ONE OK ROCK), Aimer
- レコーディング&ミキシング・エンジニア - コリン・ブリテン（英語版）
Recorded & Mixed at The Beach
- ディレクター＆オーガナイザー - Jamil Kazmi
- マスタリング・エンジニア - 茅根裕司

Falling Alone
- プロデューサー - Taka(ONE OK ROCK), Aimer
- レコーディング&ミキシング・エンジニア - コリン・ブリテン（英語版）
Recorded & Mixed at The Beach
- ディレクター＆オーガナイザー - Jamil Kazmi
- マスタリング・エンジニア - 茅根裕司

us
- プロデューサー - TK(凛として時雨)
- レコーディング&ミキシング・エンジニア - TK
- 追加レコーディング - 釆原史明
Recorded & Mixed at Hansa Studios, Studio Sound Valley
- マスタリング・エンジニア - テッド・ジェンセン
Mastered at Sony Music Studios Tokyo

Stars in the rain
- プロデューサー - 玉井健二
- レコーディング・エンジニア - 森真樹
Recorded at Studio Device
- ミキシング・エンジニア - 熊坂敏
Mixed at prime sound studio form
- ディレクター、オーガナイザー = 森岡英貴、Jamil Kazmi
- マスタリング・エンジニア - 茅根裕司

insane dream (MUSIC VIDEO)
- ビデオ制作 - Green Glow Filmes
- ディレクター - ステファン・ウェイン・マレット (Stephen Wayne Mallet)
- エグゼクティブ・プロデューサー - アレック・エスカンダー (Alec Eskander)
- プロデューサー - ケビン・G・リー (Kevin G Lee)
- 撮影監督 - ニルス・ランドリン (Niels Lindelin)
- 魔女役 - テイラー・アン・マーシー (Taylor Ann Macey)
- 魔女ハンター - ブレンドン・バロウマン (Brenden Barrowman)
- コーディネーター - Nadeshiko Nakahara

us (MUSIC VIDEO)
- ディレクター - フカツマサカズ
- 撮影監督 - 松田貞喜 (Sadaki Matsuda)
- 照明 - 甲斐洋輔 (Yosuke Kai)
- スタイリスト - 入山浩章 (Hiroaki Iriyama)
- ヘア＆メイクアップ - 川島享子 (Kyoko Kawashima)
- 出演者 - 中山ジェニファー (Jennifer Nakayama), Hana I
ロケ地協力 - 九十九里　サンシャインステーブルス

- 映像編集(EDD) - 船井隆浩 (Takahiro Funai) (ヒューマックスシネマHACスタジオ)
- 映像編集(MA) - 加藤勲士 (Isato Kato) (ヒューマックスシネマHACスタジオ)

- 演出補 - 荒明俊昭 (Toshiaki Araake), 佐野ひかる (Hikaru Sano)
- 制作進行 - 関亜沙美 (Asami Seki), 飯田慶介 (Ksuke Iida)
- プロデューサー - 高山宏司 (Kouji Takayama)
- プロダクション - 株式会社クレイ (c.ray.co.jp)

ninelie (MUSIC VIDEO)
- Produce & Direction - biogon pictures inc.
- 撮影 - 三好隆太 (Ryuta Miyoshi) (REC Co.,Ltd)
- 照明 - 小林篤 (AtsushIi Kobayashi)
- CG - studio bokan
- Vオンラインエディター - 江田翔 (AtsushIi Kobayashi)
- MAミキサー - 箕輪直子 (Naoko Miwa) (marumi studio)
- 映像 - shutterstock
- 宇宙ガラス製作 - 戸水賢志 (Satoshi Tomizu)（＋α PlusAlpha）

Falling Alone (MUSIC VIDEO)
- ディレクター - bait (EPOCH)
- 撮影監督 - 川上智之 (Tomoyuki Kawakami) (acube)
- ヘア＆メイクアップ - 高橋美香 (Mika Takahashi)
- コーディネーター - 琉球イレブン
- Cast：アレックス・グッドウィン (Alex Godwin), ニッキー グレタ Sz A Nicki Greta

- 映像編集(EDD) - 岩崎扶美 (Fumi Iwasaki) (トゥインクルランド)
- 映像編集(MA) - 千葉一繁 (Kazusige Chiba) (トゥインクルランド)

- 制作進行 - 押本拓己 (Takumi Oshimoto)
- プロデューサー - 秋本直樹 (Naoki Akimoto), 福田麻衣子 (Maiko Fukuda)
- プロダクション - 19-juke-

蝶々結び (MUSIC VIDEO)
- キャスト - Aimer、野田洋次郎、石賀和輝、稲垣早織、大橋典之、小川智彩葵、小川美優葵、甲斐翔真、風祭ゆき、河合朗弘、菊池真琴、日下雅貴、古川一哉、後藤小太郎、杉本愛里、鈴木仁、田辺諒、中里未歩、中村穣、新津ちせ、西谷星彩、本条友奈埜、本多明鈴日、前田知恵、牧野莉佳、松田北斗、真広佳奈、石塚奈緒子、石塚朱浬、石塚唯浬、柏木武史、柏木結、柏木千遥、中野亜紀、中野悠月季、藤井麻里、藤井咲太朗、藤井うらら、森郁、森永遠、森絆

- プロデューサー - 田井えみ
- プロダクションマネージャー - 海上佳純　尾形龍一
- キャスティング - 小田真由美
- 撮影 - 鈴木雅也
- ヘアメイク - 小林麗子
- 車両 - 石本稔、半田雅也、中村剛、加藤陽三
- プロダクション協力 - 小澤弘邦
- ポストプロダクション - 柄澤大二郎
- 撮影協力 - 八王子デジタルハリウッド大学
- 監督・編集 - 岩井俊二

## リリース日一覧
| 地域 | リリース日    | レーベル               | 規格                   | カタログ番号    | 備考                       |
| ---- | ------------- | ---------------------- | ---------------------- | --------------- | -------------------------- |
| 日本 | 2016年9月21日 | SME Records            | 12cmCD+BD              | SECL-1983, 1984 | 初回生産限定盤A            |
| 日本 | 2016年9月21日 | SME Records            | 12cmCD+DVD             | SECL-1985, 1986 | 初回生産限定盤B            |
| 日本 | 2016年9月21日 | SME Records            | 12cmCD                 | SECL-1987       | 通常盤                     |
| 日本 | 2016年9月21日 | SME Records            | デジタル・ダウンロード | 1143992407      | iTunes Store               |
| 日本 | 2016年9月21日 | Sony Music Labels Inc. | デジタル・ダウンロード | A1004891741     | レコチョク AAC 128/320kbps |
| 日本 | 2016年9月21日 | Sony Music Labels Inc. | デジタル・ダウンロード | 4547366270358   | mora AAC-LC 320kbps        |
| 日本 | 2016年9月21日 | Sony Music Labels Inc. | デジタル・ダウンロード | B01LW4KIL8      | Amazon.co.jp               |

## タイアップ
| 曲名           | タイアップ                                                                     |
| -------------- | ------------------------------------------------------------------------------ |
| 「ninelie」    | フジテレビ系『ノイタミナ』枠内放送アニメ『甲鉄城のカバネリ』エンディングテーマ |
| 「蝶々結び」   | 日本テレビ系『スッキリ!!』8月テーマソング                                      |
| 「カタオモイ」 | TBS系『CDTV』10・11月度オープニングテーマ                                      |